# Carles Llorca i Timoner
Carles Llorca i Timoner (Cadis, 1925 - Els Poblets, 1996) fou un navegant, empresari, polític i escriptor valencià en català.
Nascut a Cadis el 1925, uns anys més tard, després de la Guerra Civil, el 1939, s'instal·la a Benidorm amb la seva àvia. Va cursar el batxillerat a la ciutat de València i estudis de nàutica a Cadis. Va dedicar-se professionalment a la navegació a Barcelona. Més tard va tenir diverses ocupacions com la restauració, la docència i la política, arribant a ser tinent d'alcalde de l'Ajuntament de Benidorm. Fins a finals de la dècada de 1970 va tenir una activitat cívica i social intensa, essent un dels fundadors d'Acció Cultural del País Valencià, i convertint el Càmping Armanello, fundat per Llorca el 1970, en un punt de reunió dels moviments democràtics de la zona.
L'any 1979 va escriure el conjunt de contes Antoni Miró i els desgavells del Mas de la Sopalma, publicats el 1993, amb els quals encetà la seua dedicació a l'escriptura. Als anys vuitanta redactà la primera versió de la novel·la Les llances imperials, Aeroport d'Elx i el recull El capità Caliu i altres contes mariners, publicat el 1995 i amb el qual fou finalista del Premi Joanot Martorell de narrativa de 1990 i guanyador del Premi de Narració Breu de l'Associació Països Catalans - Solstici d'Estiu de Badalona de 1991, dels Premis Literaris Ciutat de Badalona. Des d'aquest mateix any fixà la seva residència a Els Poblets, on morí el 19 de desembre de 1996.

## Obres
- Antoni Miró i els desgavells del Mas de la Sopalma València: Dahiz, 1993. ISBN 84-604-7557-3

Gènere: Narrativa
- El Capità Caliu i altres contes mariners, amb pròleg de Rafael Alemany Ferrer. Oliva: Colomar, 1995. ISBN 84-87593-29-1. Gènere: Narrativa
- Sèrie cosmos d'Antoni Miró: un viatge de somni: nova teoria del big bang, amb pròleg d'Isabel-Clara Simó. Alcoi: Antoni Miró, 1996. ISBN 84-921187-2-5. Gènere: Narrativa